# Tetranychus ludenensis
Tetranychus ludenensis är en spindeldjursart som beskrevs av Attiah 1969. Tetranychus ludenensis ingår i släktet Tetranychus och familjen Tetranychidae. Inga underarter finns listade i Catalogue of Life.